# هواوي ميت 40
هواوي ميت 40 هو الهاتف من سلسلة هواتف ميت الذي يعمل بنظام أندرويد التي تم تطويرها من قبل شركة هواوي لسلسلة هواوي ميت، خلفا لهواوي ميت 30. ومن المتوقع إطلاقه في أكتوبر من هذا العام. الهاتف يعمل بنظام «أندرويد 10» لكن من دون خدمات «غوغل». تم الكشف عن هذه الهواتف رسميًا في 22 أكتوبر الساعة 14:00 بتوقيت وسط أوروبا. 
التغيير الأكثر وضوحاً في التصميم للهاتف هو الكاميرا الأمامية ثنائية العدسات المدمجة في الزاوية العلوية اليسرى من الشاشة وكذلك مستشعر TOF 3D لفتح قفل الوجه. الشاشة تأتي بشكل الثقب المزدوج مع انحناء شديد في اطراف الشاشة وتأتي من نوع OLED بمساحة 6.76 إنش بدقة 1344×2772 بكسل بمعدل كثافة بكسلات 456 بكسل لكل إنش وتدعم الشاشة أبعاد العرض بنسبة 18.5:9 بالإضافة لدعم الشاشة لوضع الـ HDR10 ومعدل التحديث الـ 90 Hz. الكاميرا الخلفية بارزة قليلاً عن ظهر الهاتف وتأتي بكاميرا ثلاثية حيث تأتي الكاميرا الأولى بدقة 50 ميجا بكسل بفتحة عدسة F/1.9 وهي الكاميرا الأساسية وتدعم المثبت البصري أما عن الكاميرا الثانية فتأتي بدقة 12 ميجا بكسل بفتحة عدسة F/3.4 وهي الخاصة بالزوم وتدعم المثبت البصري الـ OIS مع زوم حتى 5 مرات بدون فقدان في جودة وتفاصيل الصورة أما عن الكاميرا الثالثة فتأتي بدقة 20 ميجا بكسل بفتحة عدسة F/1.8 وهي الخاصة بالتصوير الواسع مع فلاش ليد أحادي. ألوان الهاتف هي فروست، بلش جولد، أزرق مائي، أبيض ثلجي، أسود. ياتي الشاحن بتقنية الشحن السريع HUAWEI SuperCharge بقدرة 66 وات.

## مواصفات
يأتي الهاتف بأبعاد 162.9×75.5×9.1 ملم مع وزن 212 جرام. يأتي الهاتف بمعالج 5 نانومتر كيرين 9000 ثماني النواة من هايسيليكون مع معالج رسومي من نوع Mali-G78 MP24 الذي يدعم شبكات الجيل الخامس. الكاميرا الأمامية تأتي بكاميرا مزدوجة حيث تأتي الكاميرا الأولى بدقة 13 ميجا بكسل بفتحة عدسة F/2.4 وتدعم التصوير الواسع أما عن الكاميرا الثانية فهي عبارة عن كاميرا TOF 3D وهي الخاصة بعمل العزل والبورتريه وفتح القفل ببصمة الوجه. تدعم الكاميرا الأمامية تصوير الفيديوهات بجودة الـ 4K بدقة 2160 بكسل بمعدل التقاط 30 و60 إطار في الثانية كما يدعم التصوير الـ FHD بدقة 1080 بكسل بمعدل التقاط 30 و60 و240 إطار في الثانية. هواوي أطلقت اربع نسخ من هذه الأجهزة، ميت 40 وميت 40 برو، ستكون كلتاهما مزودة بكاميرا أساسية بـ 4 أو 5 عدسات، ستكون أفضل كاميرا تشهدها الهواتف، وستضم عدسة بدقة 50 ميغابيكسل، ولها القدرة على التقريب بمقدار 50 مرة، لترصد أشياء يصعب رؤيتها بالعين المجردة. من الممكن أن يدعم الهاتف تدعم معدل تحديث 120 Hz في الشاشة، وهو معدل تحديث أعلى مما قدمت هواوي في هواتف بي40 التي جاءت بمعدل تحديث 90 Hz في شهر مارس الماضي. كما ان هناك نسختي ميت 40 برو بلس وميت 40 برو بلس بورشيه ديزاين.